# Synagoga chasydów z Aleksandrowa Łódzkiego w Piotrkowie Trybunalskim
Synagoga chasydów z Aleksandrowa Łódzkiego w Piotrkowie Trybunalskim – synagoga znajdująca się w Piotrkowie Trybunalskim przy ulicy Starowarszawskiej.
Synagoga została założona w XIX wieku przez chasydów z Aleksandrowa Łódzkiego, zwolenników cadyków z dynastii Danzigerów. Obok synagogi znajdowała się mała jesziwa, zwana Beis Israel.
Podczas II wojny światowej hitlerowcy zdewastowali synagogę i jesziwę. Po zakończeniu wojny nie zostały reaktywowane.